# كيلي جينينغز
كيلي جينينغز (بالإنجليزية: Kelly Jennings)‏ هو لاعب كرة قدم أمريكية أمريكي، ولد في 30 نوفمبر 1982 في لايف أوك في الولايات المتحدة.

## وصلات خارجية
- كيلي جينينغز على موقع مرجع كرة القدم المحترفة.كوم (الإنجليزية)